# Otomys irroratus
Otomys irroratus é uma espécie de roedor da família Muridae.
Pode ser encontrada nos seguintes países: Lesoto, Moçambique, África do Sul, Suazilândia e Zimbabwe.
Os seus habitats naturais são: campos de altitude subtropicais ou tropicais, pântanos e plantações.